# Bourg-Beaudouin
Bourg-Beaudouin ist eine französische Gemeinde mit 725 Einwohnern (Stand 1. Januar 2022) im Département Eure in der Region Normandie (vor 2016 Haute-Normandie). Sie gehört zum Arrondissement Les Andelys und zum Kanton Romilly-sur-Andelle.

## Geographie
Bourg-Beaudouin liegt etwa 17 Kilometer ostsüdöstlich von Rouen. Umgeben wird Bourg-Beaudouin von den Nachbargemeinden Fresne-le-Plan im Norden, Renneville im Nordosten und Osten, Radepont im Südosten und Süden, La Neuville-Chant-d’Oisel im Südwesten und Westen sowie Mesnil-Raoul im Westen und Nordwesten.
Durch die Gemeinde führt die frühere Route nationale 14 (D6014).

## Bevölkerungsentwicklung
| Jahr                       | 1962 | 1968 | 1975 | 1982 | 1990 | 1999 | 2006 | 2019 |
| Einwohner                  | 312  | 323  | 343  | 446  | 624  | 675  | 726  | 702  |
| Quellen: Cassini und INSEE |      |      |      |      |      |      |      |      |

## Sehenswürdigkeiten
- Kirche Sainte-Geneviève-et-Sainte-Trinité aus dem 13. Jahrhundert, Umbauten aus dem 19. Jahrhundert, Monument historique

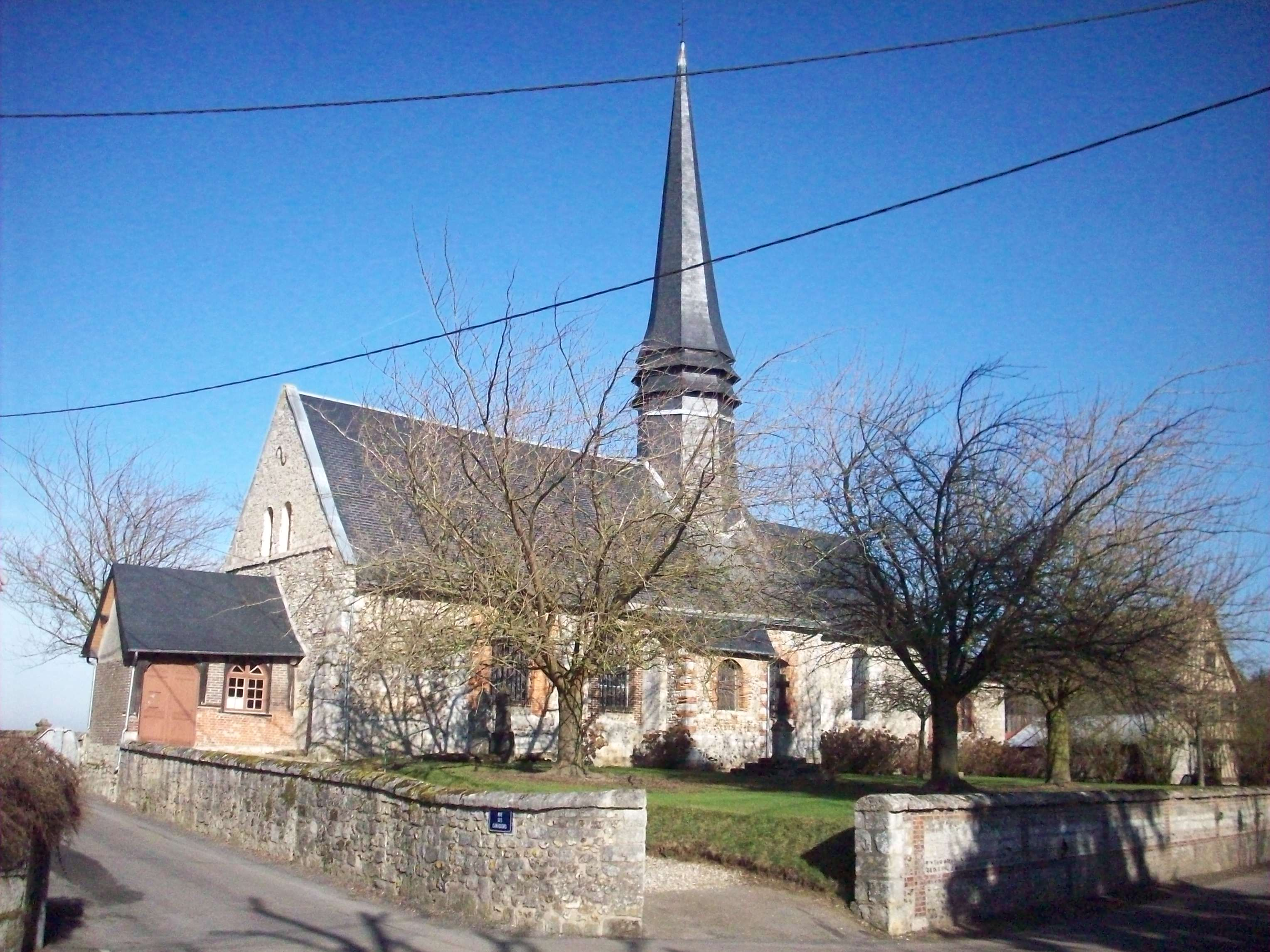
Kirche Sainte-Geneviève

- Schlossruine

## Persönlichkeiten
- Jean-Marie Roland de La Platière (1734–1793), Ökonom und Innenminister Frankreichs (1792–1793), suizidierte sich hier